# Carne apaleada (película)
Carne apaleada es una película española de drama carcelario de 1977, estrenada el 27 de enero de 1978, dirigida por Javier Aguirre Fernández y protagonizada en los papeles principales por Esperanza Roy y Bárbara Rey.
Está basada en la novela homónima de la escritora catalana Inés Palou editada en el año 1975 por la Editorial Planeta, quien relató su propia experiencia en una cárcel de mujeres durante el franquismo.
Por su papel de Berta en la película, Esperanza Roy consiguió en 1977 la Medalla del Círculo de Escritores Cinematográficos a la mejor actriz.
Fue la primera película española en recibir la calificación «S», lo que venía a significar que tanto la temática como el contenido de las mismas (violencia, sexo, moral, política, etc.) podían herir la «sensibilidad» de algunos espectadores.

## Sinopsis
Berta ha ido a parar, una vez más, a prisión acusada de estafa. Es carne de cañón e irá pasando por diversas cárceles, sufriendo todo tipo de humillaciones y vejaciones, pero allí también encontrará el amor de Xenta, que la ayudará a soportarlo.

## Reparto completo
| - Esperanza Roy como Berta Costaleta. - Bárbara Rey como Xenta García. - Tota Alba como María Cinta, reclusa. - Sandra Alberti - Jesús Alcaide - Trini Alonso como Trini, la celadora jefe. - Mercedes Ariza - Pilar Bardem como Reclusa embarazada casada, en prisión de mujeres. - Gloria Berrocal como Presa política vasca. - Covadonga Cadenas como Vigilante. - Ketty de la Cámara - Enriqueta Carballeira como Arantxa, presa vasca. - Carmen Carrión - Paco Catalá como Mecánico. - Saturno Cerra como Guardia Civl. - María Elena Flores como Enfermera de la prisión. - Antipas Galán como Abogado. - Isabel Gallardo - Víctor Israel como Recluso pelirrojo. - Concha Leza | - Carmen de Lirio - Botoa Lefe - Virginia Mataix como Denise, reclusa embarazada sin casar. - Elisa Montés como Marta. - Rafael Navarro como Director de la prisión. - Paca Ojea - Luis García Ortega - Terele Pávez como Lourdes. - Ángel Picazo Padre de Berta. - Kino Pueyo - Paca Quintero - Ramón Reparaz - Beatriz Rossat como Françoise, reclusa drogadicta. - María Rosa Salgado como Funcionaria prisión. - Yelena Samarina como Lulú. - Elisa Serna como Isa, presa política cantante. - Julieta Serrano como Mercedes. - Julia Trujillo - Begoña Valle |